# Snijpunt
Een snijpunt van twee krommen is in de meetkunde een punt dat op beide krommen ligt. Het is het punt waar de krommen elkaar snijden. Ook meer dan twee krommen kunnen een gemeenschappelijk snijpunt hebben. 
Twee rechte lijnen in een plat vlak snijden elkaar in de euclidische meetkunde precies eenmaal of helemaal niet. In het laatste geval spreekt men over evenwijdige lijnen. Er zijn niet-euclidische ruimten waarin twee lijnen elkaar meer dan eens kunnen snijden.
Twee willekeurig gekozen lijnen in een driedimensionale ruimte snijden elkaar over het algemeen niet.

## Voorbeeld
Het punt {\displaystyle P=(1,3)} is een snijpunt van de parabool {\displaystyle y=x^{2}+x+1} en de rechte {\displaystyle y=4-x}. Er is nog een snijpunt. Beide snijpunten worden gevonden door het oplossen van de twee vergelijkingen:
{\displaystyle y=x^{2}+x+1}
{\displaystyle y=4-x},
want de coördinaten van een snijpunt voldoen aan beide relaties. Voor {\displaystyle x} geldt dus:
{\displaystyle x^{2}+x+1=4-x},
een vierkantsvergelijking, die na herschrijven luidt:
{\displaystyle x^{2}+2x-3=0}.
Deze heeft twee oplossingen: {\displaystyle x_{1}=1} en {\displaystyle x_{2}=-3}.
Invullen van deze {\displaystyle x}-waarden in een van de vergelijkingen levert de beide bijbehorende {\displaystyle y}-waarden: {\displaystyle y_{1}=4-x_{1}=3} en {\displaystyle y_{2}=4-x_{2}=7.}
Het punt {\displaystyle (x_{1},y_{1})=(1,3)} is het eerder genoemde snijpunt {\displaystyle P;} het punt {\displaystyle (x_{2},y_{2})=(-3,7)} is het tweede snijpunt.

## Buiten de wiskunde
Buiten de wiskunde wordt snijpunt wel figuurlijk gebruikt om aan te duiden waar twee toepassingsgebieden, bijvoorbeeld de kunst, elkaar raken of iets gemeenschappelijk hebben.